# Takenaka Europe
Die Takenaka Europe GmbH ist ein Architekturbüro und Generalübernehmer für Architektur-, Ingenieur- und Baudienstleistungen mit Sitz in Düsseldorf. Mittlerweile ist das Unternehmen in 13 europäischen Ländern vertreten und hat mehr als 1.500 Bauprojekte realisiert. Takenaka Europe beschäftigt ca. 650 Mitarbeiter und erwirtschaftete 2020 einen Umsatz von 438 Millionen Euro.

## Geschichte
Erste Aufzeichnungen über Takenaka stammen aus dem Jahr 1610. Von traditionellen Schreinen und Tempeln bis hin zu innovativer Architektur hat Takenaka einige der wichtigsten Sehenswürdigkeiten in Japan realisiert. Hier gilt Tobei Masataka als Gründungsvater, der als Schrein- und Tempelbauer in Nagoya für den Bau und die Pflege der Gebäude der feudalen Familie Oda verantwortlich war. Im Jahr 1899 errichtete Toemon Takenaka, ein Nachkomme in 14. Generation, eine Niederlassung in Kōbe und gründete die Takenaka Corporation als Unternehmen. Derzeit (Stand 2022) wird das Unternehmen in 17. Generation der Familie geführt. 
Die in Deutschland ansässige Takenaka Europe wurde 1973 gegründet.

## Dienstleistungen

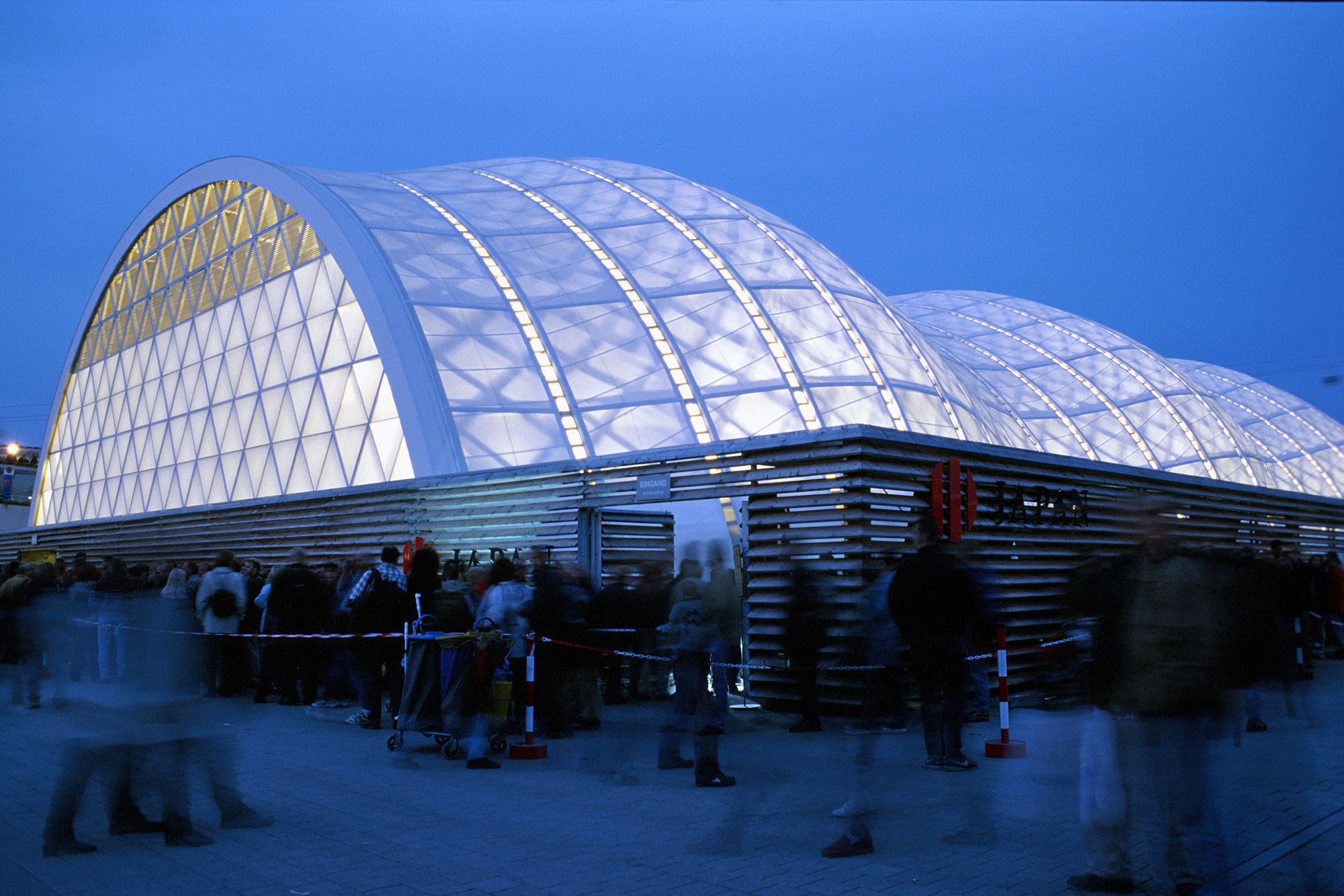
Expo 2000, Japanischer Pavillon

Die Takenaka Europe GmbH ist ein Tochterunternehmen der Takenaka Corporation, einem der fünf größten Generalübernehmer in Japan. Die Takenaka Group verfügt über acht inländische Niederlassungen und diverse Überseebüros in Asien, Europa und den Vereinigten Staaten.
Als Generalübernehmer übernimmt Takenaka Europe sowohl Planungsleistungen als auch die Bauausführung bis zur schlüsselfertigen Gebäudeübergabe. Bei der Bauausführung übernehmen hausinterne Projektleiter und Bauleiter die Koordination und Kommunikation auf den Baustellen. Takenaka Europe übernimmt dabei keine baulichen Eigenleistungen.

## Standorte
Standorte der Takenaka Europe GmbH und deren Gründung
- 1973: Düsseldorf, Deutschland
- 1975: Diegem, Belgien
- 1980: Barcelona, Spanien
- 1983: Amsterdam, Niederlande
- 1984: London, Großbritannien
- 1988: Mailand, Italien
- 1993: Bagnolet, Frankreich
- 1993: Kobierzyce, Polen
- 1994: Budapest, Ungarn
- 1996: Prag,Tschechische Republik
- 2000: Žilina, Slowakei
- 2004: Otopeni, Rumänien
- 2020: Belgrad, Serbien

## Projekte (Auswahl)
Takenaka Europe baut Produktionsstätten, Bürogebäude, Forschungszentren, Logistikzentren, Wohngebäude und spezielle Gebäudetypen wie Expo-Gebäude, Museen, Restaurants und Botschaftsgebäude.

### Fabrik

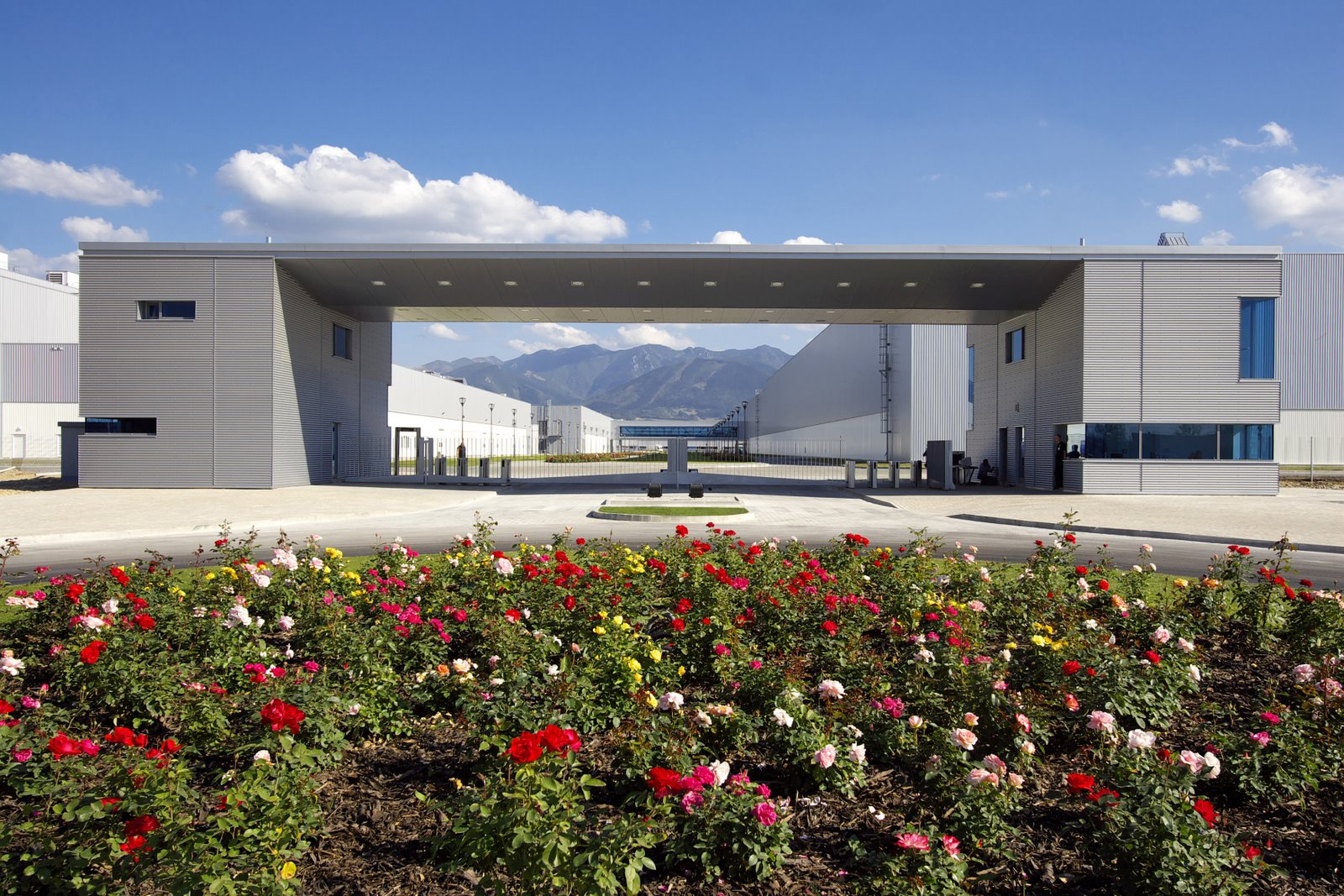
Kia-Motors-Fabrik, Slowakei

- Kia Motors Slovakia, Žilina, Slowakei
- Toyota Motor Manufacturing, Wałbrzych, Polen
- Soulbrain Fabrik für Elektrolyten, Tatabánya, Ungarn
- Thyssenkrupp Components Technology, Jászfényszaru, Ungarn
- Jaguar Land Rover, Montage- und Karosseriewerkstatt, Nitra, Slowakei
- Barry Callebaut Schokoladenfabrik, Łódź, Polen
- Yankee Candle, Most (Tschechien), Tschechien
- Nissin Foods, Kecskemét, Ungarn
- Toray Textiles Central Europe, Prostějov, Tschechien
- Sony, Nitra, Slowakei
- Ecover Productions, Boulogne-sur-Mer, Frankreich

### Forschung und Entwicklung / Technikcenter

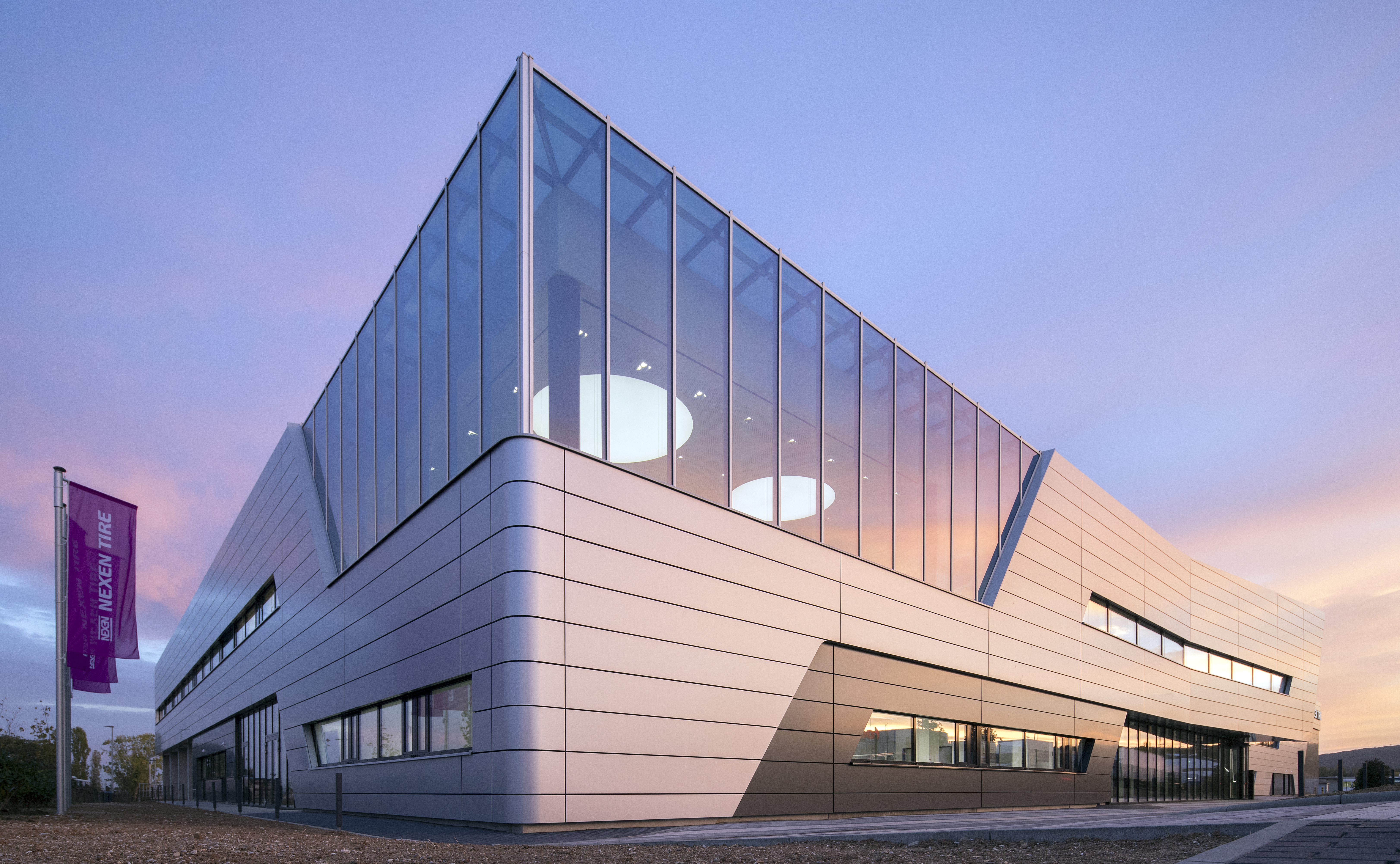
Nexen Tire Europe Technikzentrale, DE

- Kubota (Unternehmen) Research and Development Europe, Crépy-en-Valois, Frankreich
- Mando Corporation Europazentrale, Frankfurt am Main
- Nexen Tire Europe Technikzentrale, Kelkheim (Taunus)
- GC Europe N.V. Trainingszentrum, Büro & Warenlager, Haasrode, Belgien
- Hyundai Motor Europe Technisches Zentrum, Rüsselsheim am Main

### Bürogebäude
- Deutsch-Japanisches Center, Düsseldorf
- Kia Motors Europazentrale, Frankfurt am Main
- Hyundai Motor Europe Headquarters, Offenbach am Main
- Amada (Unternehmen) Headquarters, Haan
- Daewoo Bank Atrinova, Budapest, Ungarn

### Warenlager und Logistik
- Yusen Logistics Lagererweiterung, Melsele, Belgien
- Sony Logistics Europe Büro & Warenlager, Tilburg, Niederlande
- Van Gend & Loos Warenlager, Den Haag, Niederlande
- LG Electronics Büro & Warenlager, Schiphol, Niederlande
- LG Electronics Büro & Warenlager, Budapest, Ungarn

### Wohnungsbau
- Brezový Háj Wohngebäude, Nitra, Slowakei
- Crescon Piscova Wohngebäude, Tschechien
- FINEP Wohngebäude, Bratislava, Slowakei
- Makita Residenz, Branesti, Rumänien

### Spezielle Gebäude

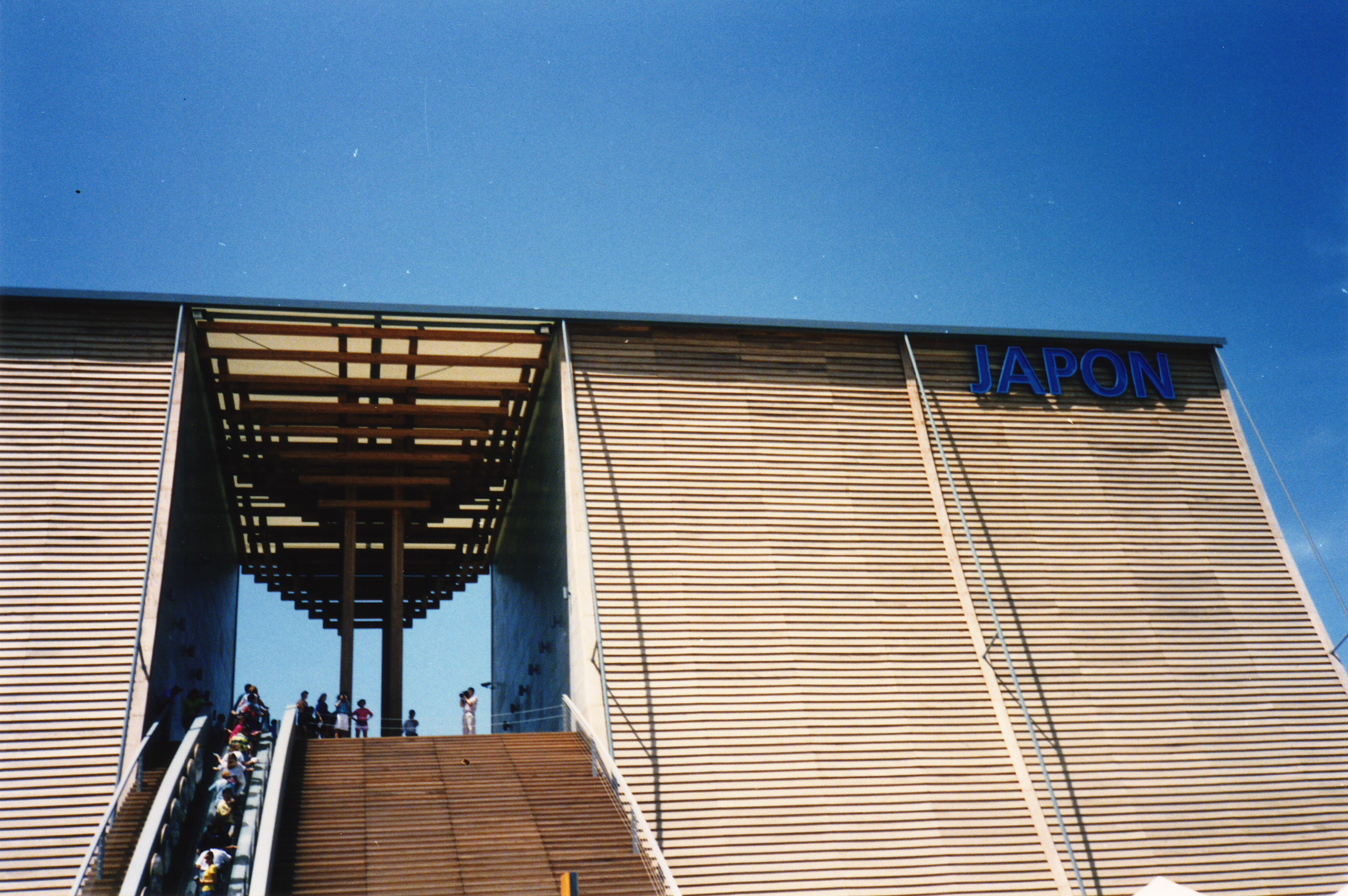
Expo 1992, Japanischer Pavillon

- Jowa Japan Center, Frankfurt am Main
- Langen Foundation, Neuss
- Air Canada Airport Lounge, Flughafen Frankfurt Main
- Japanische Botschaft, Warschau, Polen
- Japanese Art Center, Nationales Museum, Krakau, Polen
- Expo 2000 Japanischer Pavillon von Shigeru Ban
- Expo 92 Japanischer Pavillon